# مگس‌گیر کلاه‌خاکستری
مگس‌گیر کلاه‌خاکستری (نام علمی: Myozetetes granadensis) یک پرنده گنجشکسان، از خانواده بزرگ ژیان‌مرغان است.
در کشتزارها، مراتع، و جنگل‌های باز با تعدادی درخت از شرق هندوراس در جنوب تا شمال غرب پرو، شمال بولیوی و غرب برزیل زادآوری می‌کند.

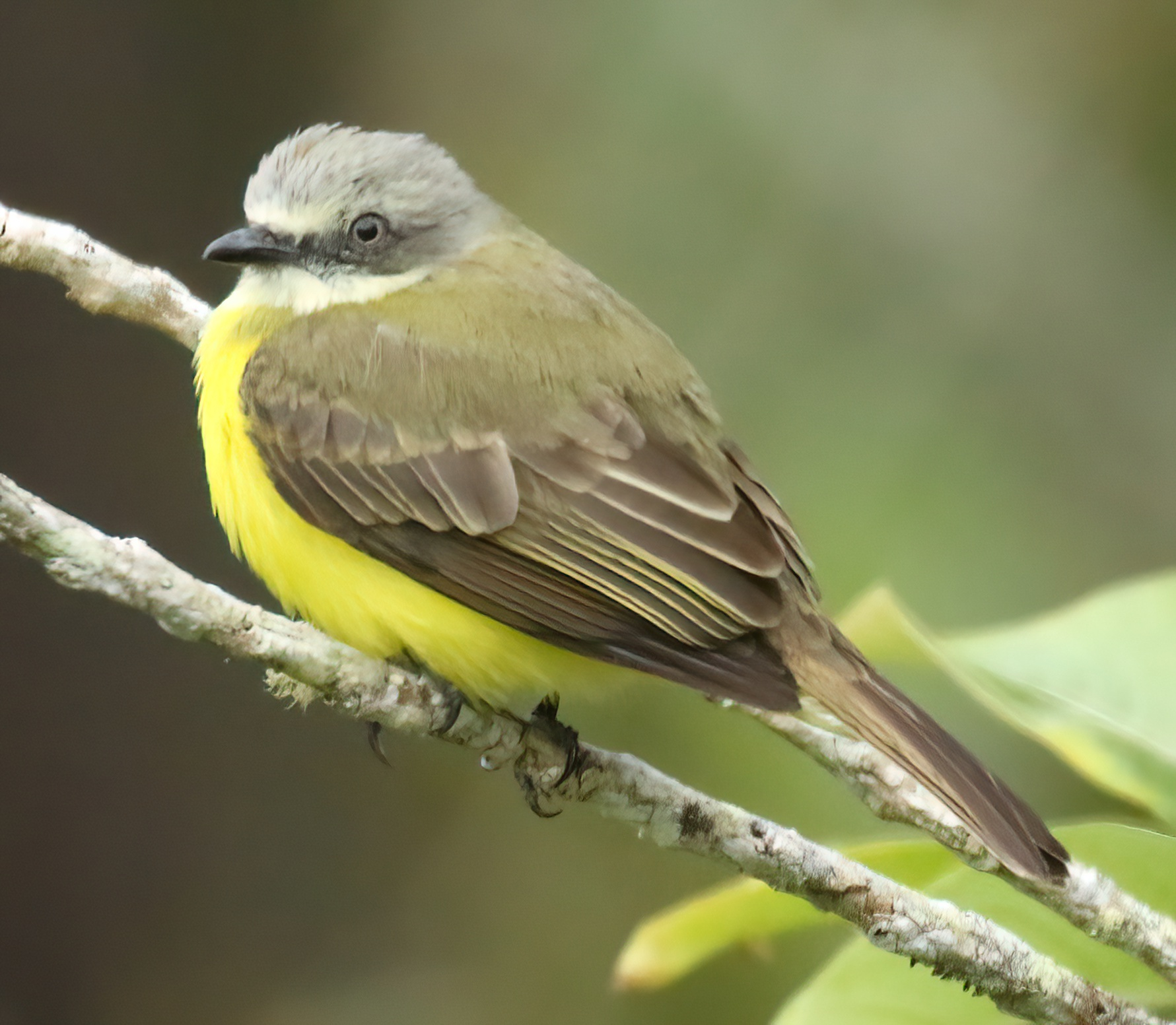
مگس‌گیر کلاه‌خاکستری، از نمای پشتی در کاستاریکا